# 三江街道 (重庆市)
三江街道，是中华人民共和国重庆市綦江区下辖的一个乡镇级行政单位。

## 行政区划
三江街道下辖以下地区：
重钢社区、重绳社区、重冶社区、三河街社区、滨江社区、圆通寺社区、大山村、五里村、第五村、水口村、黄桷村、大垭村、黄荆村、新联村、罗坝村、寨门村、双佛村、龙桥村、西山村、半山村、龙塘村、马垭村、照贵村和复兴村。